# Lokša
Lokša ali Lokše (slovaško); v delih Češke tudi lata, přesňák, šumpál ali patenta (na Slovaškem ponekod imenovana tudi lokeš ali lokoš) je vrsta palačink iz krompirjevega testa, ki je tradicionalna v zahodnem delu Slovaške ter v delih južne Moravske. 

## Priprava
Testo za lokše se pripravi tako, da se v slani vodi skuha cel krompir, ki se kuhan nariba in zmeša z moko in soljo. Pregneteno testo se razvalja v tanke palačinke, ki se jih nato popeče na vroči plošči ali v ponvi. Na Slovaškem je bolj priljubljena slana različica jedi, ko se lokšo namaže z mastjo (najbolje z gosjo), nato pa se vanjo zavije kislo zelje ali različne vrste mletega mesa. Na Moravskem so bolj priljubljene sladke lokše, ki se jih namaže z marmelado in posuje z makovimi semeni in sladkorjem. Lahko se tudi prelijejo s topljenim maslom.